# Pälsdjursallergi
Pälsdjursallergi är en allergisk reaktion mot pälsdjur i människans immunförsvar. Vanliga allergen finns i saliv, urin och hud hos många djur, och kan samlas i pälsen och föras vidare. De djur som oftast orsaker allergiska besvär i Sverige är katt, hund och häst.
Pälsdjursallergi utvecklas oftast redan i barndomen eller tonåren, men kan även utvecklas senare. Besvären blir ofta mindre med åldern, men den som redan har en allergi löper ökad risk att utveckla ytterligare allergier, eller förvärra situationen vid exponering. Orsakerna är inte helt klarlagda men en ärftlig faktor kan förekomma förutom miljöpåverkan, dock tycks risken inte vara större i hem med djur. Frekvensen har ökat markant under de senaste decennierna, och överdriven renlighet har angivits som förklaring av vissa forskare. Den allergiska reaktionen visar sig som allergisk rinit, ibland kallad "hösnuva", det vill säga rinnande näsa, nysningar och kliande ögon eller som astma. Även nässelutslag kan uppstå i samband med pälsdjursallergi.

## Katt
Den vanligaste formen av pälsdjursallergi är mot katt (en), med överkänslighet hos över 10% av Sveriges befolkning.
Katten producerar ett flertal allergener. Huvudallergenet Fel d 1 (en) anses vara det viktigaste, och detta är gemensamt för olika kattdjur. Kattallergen finns i kattens päls, saliv och talgkörtlar. Vissa raser tycks avge mindre av Fel d 1, men man kan vara allergisk även mot katter utan päls. Honor och kastrerade katter avger vanligen mindre allergen än andra hankatter. En kattallergiker kan också vara allergisk mot andra kattdjur.
Allergen förekommer i stora mängder i inomhusluften i hem med katt och håller sig luftburet under mycket lång tid. Man kan emellertid även finna kattallergen i hem där det aldrig har funnits katt. Allergen kan transporteras via människors kläder och i skolor där många elever har katt hemma exponeras andra elever för stora mängder luftburet kattallergen. Hos katter liksom hos andra pälsdjur sitter allergen i huden.

## Hund
Även om de flesta allergen hos hundar är gemensamma så finns det även sådana som är specifika för en viss hundras. Det syns dock dåligt samband mellan patienternas egen uppfattning om vilken hund de brukar reagera på och vilka de reagerar på i tester. Någon allergenfri hund torde inte finnas. De viktigaste allergenen finns i hudmjäll, saliv, urin och serum. Hundens hårlag kan samla allergen, även om pälsen i sig inte är orsaken till besvär. Huvudallergenet hos hund heter Can f 1 (en).
Det kan finnas skillnad i olika hundallergikers allergi; vissa tål en viss ras, andra inte. Vissa hundar utvecklar mindre allergen än andra (s.k. allergivänliga hundar) men det betyder inte att allergiska människor helt tål rasen i fråga. Många hundallergiker tror att de bara reagerar på andra hundraser än den de har hemma. Allergener hos hundar kan till och med skilja från kull till kull. 

## Häst
Hästallergi ökar. De flesta som är allergiska mot häst rider inte själva. Allergenen finns i hästens hud och mjäll, vilket kan samlas i hästens hårlag. Många hästallergiker har en mycket kraftig allergi och kan få besvär när de träffar ryttare som inte tvättat håret efter sin hästkontakt.
Hästallergiker kan också vara allergiska mot åsna, mula och zebra.

## Andra husdjur
Alla pälsdjur som finns i hemmiljön kan framkalla allergi. Vanligast är allergi mot marsvin, hamster och tamkanin.
I lantbruksmiljö förekommer allergi mot ko, häst, får, getter och gris. 
Bland människor som arbetar med laboratoriedjur utvecklar många allergi mot djuren. Handjuren hos råttor och möss producerar mera allergen än hondjuren.

## Symtom
Det vanligaste symtomet är allergisk rinit, som när det gäller pälsdjursallergi lite felaktigt kallas "hösnuva". Detta kan innebära rinnande näsa, kliande och röda ögon, nysningar och nästäppa. Pälsdjursallergi kan även leda till astma, detta kännetecknas av andningssvårigheter, hostningar, pip i bröstet och allmän trötthet.  I vissa fall kan nässelutslag uppstå i direktkontakt med pälsen.

## Diagnos och behandling
Allergidiagnostik innebär i regel att patientens sjukhistoria, anamnes, kompletteras med antingen ett pricktest eller ett blodprovstest, där man analyseras allergenspecifika IgE-antikroppar. Varken pricktest eller blodprovstest ger en helt säker diagnos. Det förekommer såväl falskt positiva som falskt negativa testresultat. I en del fall behövs därför även en provokationstest, där pälsdjursallergen droppas i ögon eller näsa eller inhaleras.
Behandlingen innebär i första hand att undvika kontakt med de djur man inte tål. I en del fall kan hyposensibilisering, allergivaccinering, utföras.
Symtomen vid pälsdjursallergi behandlas som andra allergier; astmamediciner, antihistaminpreparat och andra läkemdel som används vid allergisk rinit och allergiska ögonsjukdomar